# 토룬군

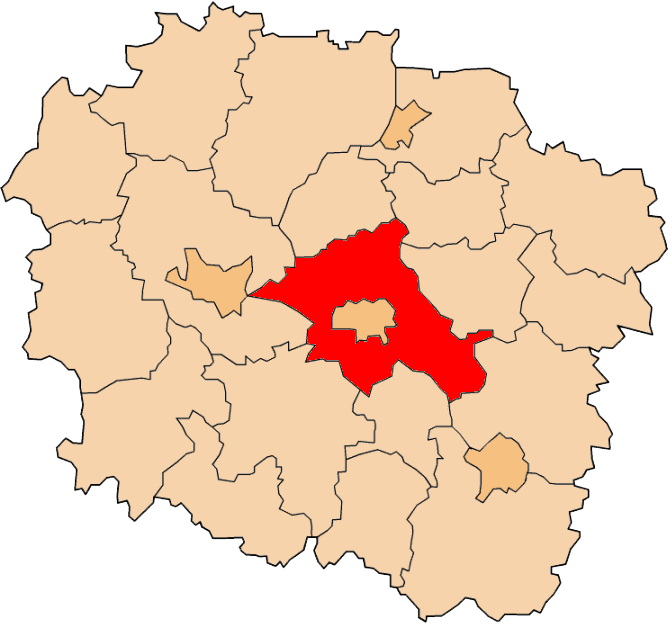
쿠야비포모제주 지도에 표시된 토룬군의 위치

토룬군(폴란드어: powiat toruński)은 폴란드 쿠야비포모제주에 위치한 군으로 면적은 1,229.71km2, 인구는 107,641명(2019년 기준)이다. 군청 소재지는 토룬이지만 토룬군에 속하지 않고 별도의 도시군으로 존재한다.
북쪽으로는 헤움노군, 북동쪽으로는 봉브제지노군, 동쪽으로는 골루프도브진군, 리프노군, 남쪽으로는 알렉산드루프군, 남서쪽으로는 이노브로츠와프군, 서쪽으로는 비드고슈치시, 비드고슈치군과 접한다. 9개 지방 자치체(1개 도시, 8개 농촌)를 관할한다.

군기
군 문장